# Commanderie de Chauffour (Seine-et-Marne)
Pour la commanderie de Chauffour dans l'Essonne, voir Commanderie de Chauffour (Essonne).
La commanderie de Chauffour était une commanderie hospitalière d'origine templière, implantée dans le bourg de Jouy-le-Châtel dans le département de la Seine-et-Marne, en région Île-de-France.

## Situation
La commanderie de Chauffour est située à trois kilomètres au sud de la ville de Jouy-le-Châtel, à douze kilomètres au nord-est de la ville de Nangis et à quinze kilomètres au nord-ouest de la ville de Provins.
Elle devait se trouver dans le triangle formé par Jouy-le-Châtel, Pécy et Bas-Orby où se trouvent encore de nos jours les lieux-dits de le Chaufour, le Petit Chaufour et le Vieux Chaufour.

## Histoire
La fondation de cette commanderie est inconnue, mais une grange templière de Chauffour est mentionnée dès 1212 par Gaudefroy, abbé de Saint-Jacques de Provins, qui indique qu'elle a été donnée avec dix arpents de terres et douze deniers de cens aux Templiers par Hugues de Praières (latin : de Praeriis) et ses frères Étienne, Guillaume et Jean, qui leur avaient vendu d'autres terres et censives à Chauffour (latin : apud Chaufor) ainsi que le droit de ramasser le bois mort dans le bois Hunaut (latin : in bosco Hunauldi).
La même année, Eudes, maître de l'Hôtel-Dieu de Provins, indique que Simon Courteron et sa femme Helvide ont donné en sa présence aux frères du Temple tout ce qu'ils possédaient à Orbies, près de Chauffour.
Vers le milieu du XIIIe siècle, la maison de Chauffour avec les terres et bois en dépendant, est donnée à vie à un citoyen de Paris (latin : civis parisiensis) nommé Adam Bourdon, sous condition d'y reconstruire à ses frais tous les bâtiments alors en ruines et d'améliorer la culture des terres. Toutefois, à la mort de ce dernier, les Templiers semble rencontrer des difficultés pour rentrer en possession de leurs biens, nécessitant l'intervention du Roi qui obligea cette restitution.
En 1470, les commanderies de Rigny et de Chauffour sont réunies à celle de Chevru. Mais à la fin du XVe siècle, la commanderie est ruinée et un contrat d'arrentement perpétuel est accordé en 1494 à un certain Jehan Coulon le jeune, demeurant au Bas-Orbies, par le commandeur de Reims et de Chevru Gauthier Coulon.

## Liste des commandeurs
Cette liste des commandeurs de Chauffour couvre la période qui va de sa fondation au début du XIIIe siècle jusqu'à sa dissolution en 1791 à l'issue de la Révolution française. Elle est partiellement incomplète et peut comporter plusieurs inexactitudes, y compris dans l'orthographe des noms, assez libre à l'époque. Elle a été dressée à partir de chartes, parfois non datées, dont certaines ont été sujettes à des interprétations.
- 1356 Frère Louis Beuyant.
- 1376 Frère Dimanche Blanchart

## Dépendances
Les dépendances de la commanderie de Chauffour sont :
- fief de Lespingaut, dans la paroisse de Jouy-le-Châtel, consistant en un certain nombre de censives perçues au Petit-Paris.
- fief du Lutz, dans la paroisse de Jouy-le-Châtel, composé de censives sur cent arpents de terres, bornés du nord au midi par un ravin appelé le ruisseau de Bouilly.

## Sources
- Eugène Mannier, Ordre de Malte : Les commanderies du Grand-Prieuré de France, Paris, Auguste Aubry, libraire, 1872 (lire en ligne).
- Arthur de Boislisle, Mémoires des intendants sur l'état des généralités dressés pour l'instruction du Duc de Bourgogne : Mémoire de la généralité de Paris, t. 1, Paris, Imprimerie Nationale, 1881 (lire en ligne).